# Tanina (województwo śląskie)
Tanina (niem. Tanina) – niewielka wieś sołecka w województwie śląskim, powiecie lublinieckim, w gminie Herby.
| SIMC    | Nazwa     | Rodzaj                 |
| ------- | --------- | ---------------------- |
| 0132428 | Brasowe   | przysiółek             |
| 0132380 | Głąby     | przysiółek, do 2024 r. |
| 0132434 | Łęg       | przysiółek             |
| 0132440 | Niwy      | przysiółek             |
| 0132457 | Pustkowie | przysiółek             |
| 0132463 | Turza     | przysiółek             |

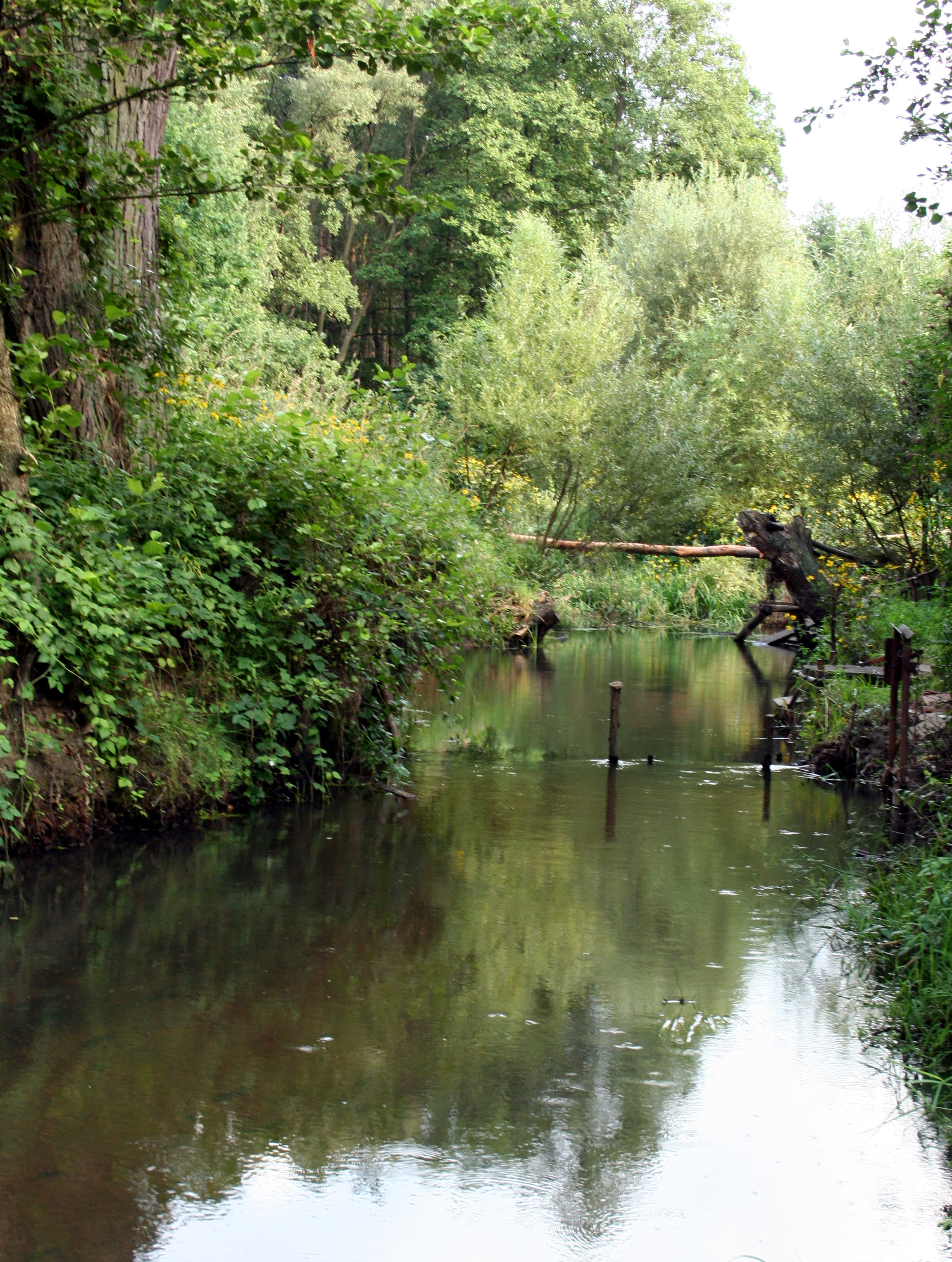
Liswarta w miejscowości Tanina

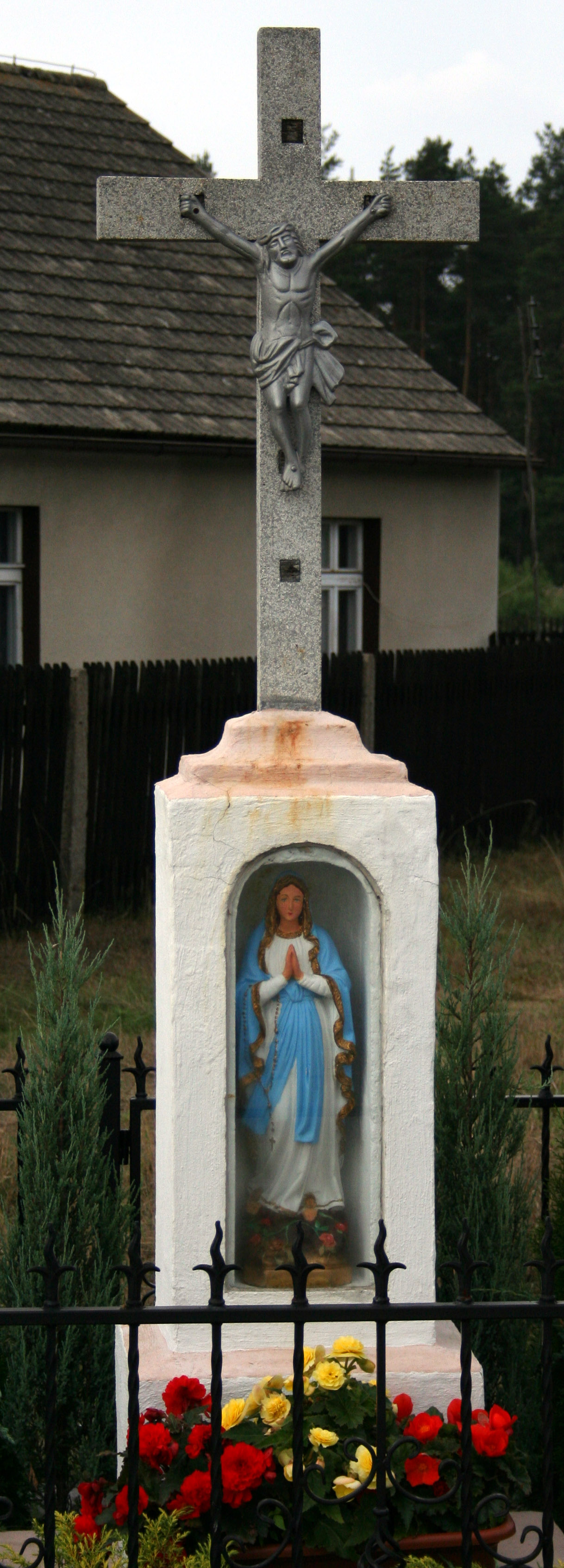
Kapliczka w Taninie

W latach 1975–1998 miejscowość administracyjnie należała do województwa częstochowskiego
Miejscowość położona jest nad rzeką Liswartą, na jej terenie znajduje się Rezerwat przyrody Cisy nad Liswartą założony w roku 1957. 
Miejscowość włączona jest w obszar Parku Krajobrazowego Lasy nad Górną Liswartą. Na obszarze Taniny znajduje się także kolonia domków jednorodzinnych.